# Yvonne Wood
Yvonne Wood (Los Angeles, 27 de setembro de 1914 – Solvang, 14 de janeiro de 1999) foi uma figurinista estadunidense que começou a sua carreira na 20th Century Fox em 1943.

## Filmografia
Figurinista:
- Zoot Suit (1981)
- Quincy M.E. (1980) (TV)
- Captain America II (1979) (TV)
- O Caso das Anáguas (1979) (TV)
- As Aventuras de B.J. (1979) (TV)
- Black Beauty (1978) (TV)
- Harold Robbins' 79 Park Avenue (1977) (TV)
- The Oregon Trail (1977) (TV)
- Exo-Man (1977) (TV)
- The Rhinemann Exchange (1977) (TV)
- Delvecchio (1976) (TV)
- Baa Baa Black Sheep (1976) (TV)
- O Retorno do Homem Chamado Cavalo (1976)
- Night of Terror (1972) (TV)
- O Mais Bandido dos Bandidos (1970)
- Cheyenne (1970)
- Basta, Eu Sou a Lei (1969)
- Os Canhões de San Sebastian (1968)
- O Último Tiro (1968)
- Duelo em Diablo Canyon (1966)
- Arrest and Trial (1963) (TV)
- A Face Oculta (1961)
- Da Terra Nascem os Homens (1958)
- O Homem do Oeste (1958)
- O Bobo da Corte (1955)
- A Grande Noite de Casanova (1954)
- Ligas Encarnadas (1954)
- O Forte da Coragem (1953)
- Corsário dos Sete Mares (1953)
- A Náu dos Condenados (1952)
- 3000 Anos Depois de Cristo (1952)
- A Espada dos Mosqueteiros (1952)
- Pirata das Arábias (1950)
- Trípoli (1950)
- Shakedown (1950)
- Winchester '73 (1950)
- Serras Sangrentas (1950)
- Terra Selvagem (1950)
- A Rainha dos Piratas (1950)
- Bagdad (1949)
- Abandoned (1949)
- Rivais em Fúria (1949)
- Escandalosa (1949)
- Clandestinos (1949)
- Baixeza (1949)
- Piedade Homicida (1948)
- Patuscada (1948)
- Paixão e Sangue
- Astúcia de uma Apaixonada (1948)
- No Caminho da Vida (1948)
- Casbah, O Reduto da Perdição (1948)
- Bandido Apaixonado (1948)
- Do Lodo Brotou uma Flor (1947)
- Escrava Sedutora (1947)
- Uma Aventura Arriscada (1947)
- Dois Recrutas Voltam (1947)
- Sedução (1947)
- Egoísta (1946)
- Cavalheiro por uma Noite (1946)
- Johnny Comes Flying Home (1946)
- Sonhos de Estrela (1945)
- Fomos os Sacrificados (1945)
- O Sino de Adano (1945)
- O Infeliz Don Juan (1945)
- Comediantes de Alcova (1945)
- Circumstantial Evidence (1945)
- Fúria Selvagem (1945)
- Alegria, Rapazes! (1944)
- Serenata Boêmia (1944)
- A Bomba (1944)
- Explosão Musical (1944)
- Fumaça de Cigarro (1944)
- Tampico (1944)
- Quatro Moças num Jipe (1944)
- Mais Forte que a Vida (1944)
- Entre a Loira e a Morena (1943)

## Prêmios
| Ano  | Prêmio               | Categoria                                                         | Resultado |
| ---- | -------------------- | ----------------------------------------------------------------- | --------- |
| 1978 | Primetime Emmy Award | Melhor Figurino para Série de Drama ou Comédia por 79 Park Avenue | Indicado  |

## Galeria

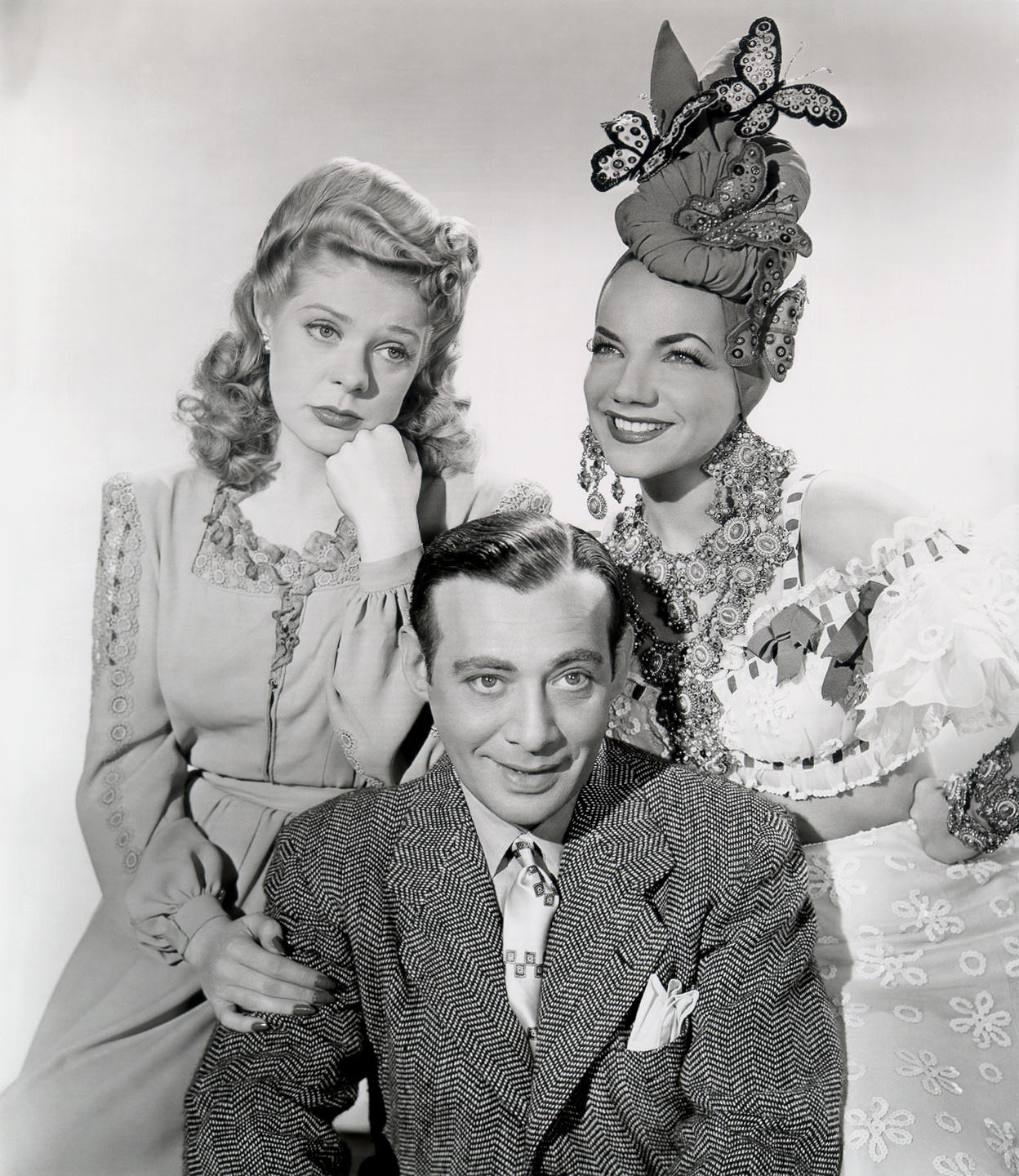
Entre a Loira e a Morena (1943): Alice Faye, Phil Baker e Carmen Miranda
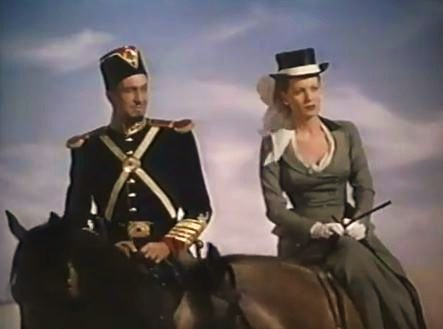
Bagdad (1949): Vincent Price e Maureen O'Hara
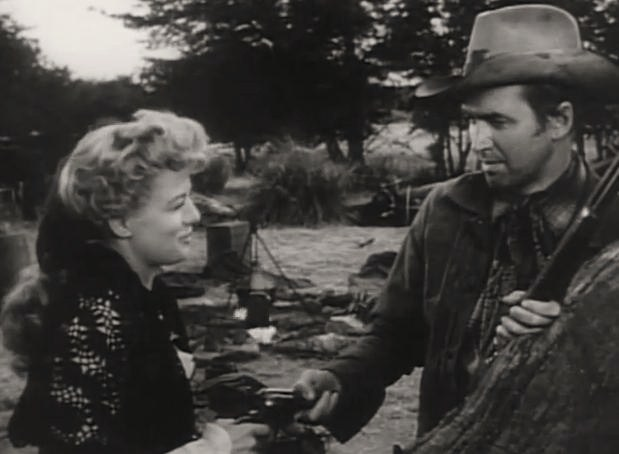
Winchester '73 (1950) : Shelley Winters e James Stewart
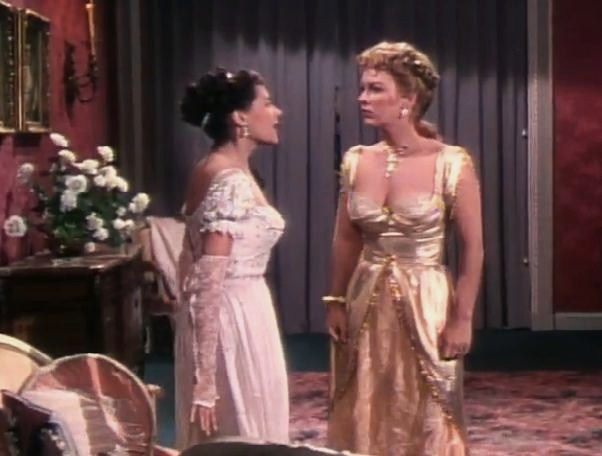
A Rainha dos Piratas (1950): Yvonne De Carlo e Andrea King